# August Veil
August Heinrich Veil (* 31. Januar 1881 in Madikeri, Indien; † 29. Januar 1965 in Lörrach) war ein deutscher Maler und Manager.

## Leben
August Veil war eines von sechs Kindern des in Diensten der Basler Mission stehenden Missionspredigers Jakob Friedrich Veil (1849–1911) und dessen Ehefrau Martha, geb. Werner (1854–). Der Architekt Theodor Veil war ein älterer Bruder. Der Pfarrer Paul Veil, der sich der Bekennenden Kirche anschloss, war ein Cousin.
Veil erhielt seine Ausbildung und erste Anstellung bei der Buchhandlung Kober in Basel, bei der er von 1901 bis 1911 arbeitete. Ab 1911 war er als Kaufmann tätig. 
1921 wurde er von der GABA beauftragt, eine deutsche Tochtergesellschaft aufzubauen, die er bis 1933 leitete. Danach widmete er sich der Malerei, die er seit seiner Kindheit als Hobby betrieben hatte. An der Kunstgewerbeschule Basel verschaffte er sich bei Arnold Fiechter in sieben Semestern die theoretischen Grundlagen für seine weitere Tätigkeit.
Die Basler Mission, für die August Veils Vater arbeitete, geht ebenso auf Christian Friedrich Spittler zurück wie die Pilgermission St. Chrischona, für die der Vater von Käthe Papke arbeitete. Ob beide durch dieses gemeinsame Milieu in Kontakt kamen, ist nicht belegt. Jedenfalls illustrierte Veil 1922 Papkes historischen Roman Die Letzten von Rötteln.